# 大養寺
大養寺 (東京都港区)（だいようじ）は、東京都港区虎ノ門五丁目（旧西久保八幡町）にある浄土宗の仏教寺院。山号は西谷山、院号は観崇院、寺号は大養寺。

## 歴史
大養寺は浄土宗の寺院で、総本山知恩院の末寺、山号・院号は西谷山・観崇院と号す。同寺は田地を築き立て、現在地に1611年（慶長16年）に開創され、開基は徳川幕府二代将軍徳川秀忠の乳母ないし側室の観崇院（? - 1621年〈元和9年｛癸亥｝〉8月4日卒去）開山は増上寺第12世・観智国師の高弟で観崇院の養子であった然蓮社儼誉朗月和尚（1577年頃 - 1630年〈寛永7年｛庚午｝〉4月27日示寂）。境内のうち776坪余が町家で、江戸町奉行支配の門前が形成された年月は不明。
大養寺は幕府の庇護を受け、弁天社や地蔵堂を擁し、美濃国の武家に生まれた女性画家小野通女の筆と伝わる徳川家康像（通称大養寺本、現存する中で最も古い〈1613年〉）や秀忠の乳母・大姥局の念持仏を所蔵し、また江戸西方六阿弥陀の第1番札所に指定され、堂宇も立派で隆盛を極めた。江戸城での入院の礼や年頭の礼などの行事において、特別の待遇を受けた寺院の一つで、広間独礼座や白書院での単独拝謁が許されていた。1617年（元和3年）から1696年（元禄9年）まで御内礼三箇寺の一つとされ、目黒の祐天寺と深川の本誓寺と共に朱印30石を賜っていた。これは秀忠が将軍の時、開山の朗月が増上寺の黒本尊を供養する僧を勤めていたからだといわれる。1859年（安政6年）から1865年（慶応元年）まで、後に増上寺法主・知恩院門跡・浄土宗管長を務めた野上運海が住した。
しかし、明治維新後は幕府の庇護がなくなったことでしだいに衰微し、広大な土地を切り売りしていき、山門が西久保の大通りに面していたものが我善坊谷の中にまで後退して、現在墓地を有さず、一見すると普通の住宅のような寺院となっている。また、1875年（明治8年）に寺付近に警視庁第2方面第3署（現在の麻布警察署）が置かれ、斎藤一が最も長く勤務した場所として知られている（1889年〈明治22年〉2月 - 1891年〈明治24年〉4月）。
大養寺が所在する場所は、森ビルが行なっている虎ノ門・麻布台地区第一種市街地再開発事業（麻布台ヒルズ）の区域となっており、2019年（令和元年）6月7日正午の区道廃止で立入禁止となった。なお、2020年（令和2年）12月31日時点の東京都宗教法人名簿によれば、「宗教法人大養寺」はこの地に事務所を置いている。
その後、大養寺は新たに麻布台ヒルズ内C-4街区に整備された。

## 寺宝
- 伝小野通女筆『徳川家康像』（大養寺本）- 家康72歳の時の寿像。
- 秀忠乳母の大姥局の念持仏 - 弘法大師作の石像と伝わる。元和7年に局が没し此処に葬られる際移された。現存するか不明。
- 本尊阿弥陀如来（立像、長三尺五寸）と脇侍の観音勢至両菩薩 - 共に運慶作と伝わる。こちらも現存するか不明[16]。
- 『註楞伽經』巻第一 - 写経。1882年（明治15年）、清国公使黎庶昌が購入し、本国に持ち帰ったが、1937年（昭和12年）中華民国の国文学者白堅[17]によって蘇州から日本にもたらされ、骨董商江藤寿雄の手を経て京都の弁護士守屋孝蔵[18]のコレクションとなり、1938年には国宝に指定された。同氏没後の1954年に他の古写経と共に京都国立博物館に一括寄贈された[19]。
- 江戸時代の有職故実家伊勢貞丈の墓 - かつて当寺にあったが、1922年（大正11年）に世田谷の大吉寺（寺内大吉の生家）に家族の墓碑と共に移された。1929年（昭和4年）都指定旧跡となる[20]。
- 巨勢至信 - 徳川吉宗生母浄円院の実家で、旗本。檀家総代であったが、昭和初期に墓所は多磨霊園に改葬された。
- 開基観崇院は幕臣の土屋長三郎筑後守の先祖で、戒名は観崇院殿慶譽光信大禅定尼。[21]。

## その他
- 三重県亀山市にある亀山市歴史博物館が所蔵する加藤家文書の中に、1822年（文政5年）閏1月に大養寺の遙養仙鶴によって発行された「大養寺由緒書」がある[22]。
- 江戸の用心棒の第7話「女主人の腕」に大養寺として登場し、京都府長岡京市にある粟生光明寺がロケ地として使われた[23]。

## アクセス
東京メトロ日比谷線神谷町駅から徒歩4分。

## 周辺
- 西久保八幡神社・西久保八幡貝塚

## 関連文献
- 港区. “虎ノ門・麻布台地区第一種市街地再開発事業”. 港区. 2021年6月4日閲覧。